# 黃娜謀殺案
黃娜（1996年9月26日－2004年10月10日）是一名曾住在新加坡巴西班讓批發中心的中国大陸籍女孩，於2004年10月10日失蹤時年僅8岁。警方与她的母親以及社区人員在全国展開了長達3個星期的搜索。寻获遺體后，許多新加坡人參加她的葬禮以及其守靈活動，並赠予帛金和禮物。经过14天举国瞩目的审理，马来西亚出生的批發中心蔬果包裝員卓良豪被法庭认定謀殺罪名成立，之后他申请上诉，但上级法院维持原判。亲友收集数万人的签名请求总统給予赦免也遭到拒绝，随后卓良豪被处以绞刑。

## 背景
黃娜的父親黃慶龍與母親黃淑英兩人皆於1973年出生在中国福建省莆田市的農村家庭。他們兩人於1995年結識，並在不久後因淑英懷有黃娜而結婚。1996年，黃慶龍離開中國到新加坡去尋找發跡的機會，並在巴西班讓批發中心非法地從事一份蔬果包裝員的工作。當黃淑英發現黃慶龍在新加坡有外遇时，兩人隨即離婚，而黃淑英獲得黃娜的監護權。她後來嫁給與她同居四年的福建商人鄭文海，並於2003年懷上了鄭文海的孩子。
2003年5月，黃淑英移民到新加坡，前往黃娜所就讀的學校錦泰小學去當陪讀媽媽。她們母女兩人住在巴西班讓批發中心，同時也是黃淑英工作的地方。批發中心的人以及錦泰小學称黃娜是个懂事、獨立、善于交际和活潑的孩子。黃娜之後和批發中心的蔬果包裝員卓良豪结交为朋友。卓良豪於1981年在馬來西亞出生，為一個四口之家的次子，18歲時到新加坡謀求更好的工作。在批發中心時，卓良豪常與黃娜玩耍、為她購買食物并帶她搭摩托車兜風。

## 失蹤及反應
黃娜於2004年10月10日失蹤，她最後一次被人看見是在批發中心附近的食閣，當時打著赤腳，身穿藍色牛仔外套和百慕大短褲；黃淑英三個星期不間斷地從早上7點至午夜過後，為了尋找她的女兒而走遍新加坡，包括刑事調查部在内的新加坡警方展開一場密集搜索，而部份警察在巡邏時也會攜帶她的照片；志愿者組成搜索隊，而專門尋找失蹤者的網站也發出7萬多張傳單呼吁知情者提供資料，有兩名新加坡人分別開出5千和1萬新加坡元的賞金給找到黃娜的人，一家線上設計公司的經理也設置了一個網站來提高人们的關注並蒐集情報，搜索範圍甚至擴大至馬來西亞，有志愿者在新山和吉隆坡張貼海報。
10月19日和20日，新加坡警方審問卓良豪來作为调查的一部分，但他宣稱有三名中國籍男子綁架了黃娜；審訊結束後，警方護送卓良豪回家，接着又帶他去警察局作測謊試驗，途中，他們停在巴西班讓路的一家餐廳吃晚餐，在用餐時，卓良豪稱他需要上廁所，並趁機逃走，搭計程車到兀兰，再經過新柔长堤偷渡到馬來西亞；新加坡警方之後對他進行搜捕，直至他在10月30日自首，他供認自己在储物室跟黃娜玩捉迷藏時，不小心勒死了黃娜；隔天，她的遺體在直落布蘭雅山公園被尋獲，而卓良豪被控謀殺；新加坡郑海船丧事服务免費辦理她的葬禮，數千名新加坡人參與她的葬禮，並在葬禮時給予帛金、糖果、鮮花和黃娜最喜歡的Hello Kitty的週邊商品等禮物，但是有部份新加坡人利用跟黃娜之死的相關數字來买万字票，设法从中牟利，更有一些人散播謠言，宣稱黃淑英有婚外情並利用民眾的捐款來增進兩人感情。

## 审判过程
2005年7月11日，高级法院的黎嘉才法官开始了为期14天的审判。控方传召76名证人，并搜集相关证据，其中包括：卓良豪重新搬演谋杀过程的视讯、法医鉴定、检验出黄娜头部几处瘀伤的验尸结果，并依照这些证据指控卓良豪将黄娜引诱到储藏室，接着脱去她的衣服并对她进行性侵犯。根据控方的说法，卓良豪致使黄娜窒息，并践踏她以确保她已无气息，之后将其尸首装进9层塑料袋，再塞进一个密封的纸箱。辩方以減輕犯罪責任为理据为卓良豪辩护。心理医生纳古连德兰（R. Nagulendran）指出卓良豪的一些不当举止，例如常常对着自己微笑和说自己被鬼上身，显示出卓良豪患有精神分裂症，他认为卓良豪毫无杀人动机，并将卓良豪关于三名中国籍男子的故事称之为幻觉。
2005年8月27日，黎法官裁定卓良豪谋杀罪名成立，被判死刑。黎法官在判词中指出，卓良豪并没有心理异常的病例，辩方引述的行为“未必异常”，谋杀“明显是在头脑冷静清楚时犯下的”。黎法官也说，没有必要判断谋杀动机，又或者是否发生性侵。卓良豪对死刑提出上诉，不过在2006年1月被新加坡上诉法院驳回。卓良豪的亲戚收集了3万5千个签名，向纳丹总统提交赦免申请，2006年10月遭否决。2006年11月3日清晨，卓良豪在樟宜监狱被处决。

## 余波
郑文海和黄淑英回到莆田，在他们住家附近半山腰的坟墓将黄娜安葬。黄娜还活着时，曾要求改从继父姓，所以神坛上名字写作郑娜。夫妻俩决定专注于抚养另一个孩子，郑文海也打算到广州或深圳寻求商业机会。2007年1月，导演梁智強曾考虑制作有关谋杀案的电影，但是双方家庭表示反对。2009年的后续报道指出，黄淑英又生了两个孩子，正在台湾经营鞋子批发生意。